# Кучеряново
Кучеряново — деревня в Алнашском районе Удмуртии, входит в Асановское сельское поселение. Находится в 6 км к югу от села Алнаши и в 90 км к юго-западу от Ижевска.
Население на 1 января 2008 года — 96 человек.

## История
По итогам десятой ревизии 1859 года в 15 дворах казённой деревни Кучеряново (Кутираново) Елабужского уезда Вятской губернии проживало 57 жителей мужского пола и 59 женского. На 1914 год жители деревни числились прихожанами Свято-Троицкой церкви села Алнаши.
В 1921 году, в связи с образованием Вотской автономной области, деревня передана в состав Можгинского уезда. В 1924 году при укрупнении сельсоветов Кучеряново вошло в состав Алнашского сельсовета Алнашской волости, а в следующем 1925 году при разукрупнении сельсоветов образован отдельный Кучеряновский сельсовет, в состав которого вошли 7 населённых пунктов. В 1929 году упраздняется уездно-волостное административное деление и деревня причислена к Алнашскому району. В том же году в СССР начинается сплошная коллективизация, в процессе которой в Кучеряново образована сельхозартель (колхоз) «имени Кагановича».
В 1950 году проводится укрупнение сельхозартелей колхоз «имени Кагановича» упразднён, несколько соседних колхозов объединены в один колхоз «имени Ленина». В 1964 году Кучеряновский сельсовет был переименован в Байтеряковский с переносом центра из деревни Кучеряново в деревню Байтеряково, а через два года в 1966 году образован Асановский сельсовет и Кучеряново перечислено к новому сельсовету.
16 ноября Асановский сельсовет был преобразован в муниципальное образование Асановское и наделён статусом сельского поселения.

## Социальная инфраструктура
- Кучеряновская основная школа — 8 учеников в 2008 году[10]
- Кучеряновский детский сад

## Люди, связанные с деревней
- Конюхов Василий Николаевич — уроженец деревни, призван Алнашским РВК в апреле 1942 года. Отличился будучи командиром взвода миномётной роты, 9 ноября 1943 года вражеская пехота просочилась через наши передовые линии и приблизилась к наблюдательному пункту командира полка. Вместе с другими бойцами Конюхов бросился на противника врукопашную с винтовкой, штыком и прикладом уничтожил 2 гитлеровцев, награждён орденом Красной Звезды[11].

После ранения и контузии преподавал в Свердловском артиллерийском училище. После войны был комиссован, окончил исторический факультет Среднеазиатского госуниверситета (САГУ), аспирантуру и докторантуру МГУ, получил звание профессора и 40 лет преподавал в МГУ.